# Yūya Nakamura (Fußballspieler, 1986)
Yūya Nakamura (japanisch 中村 祐也 Nakamura Yūya; * 14. April 1986 in der Präfektur Saitama) ist ein japanischer Fußballspieler.

## Karriere
Nakamura erlernte das Fußballspielen in der Jugendmannschaft von Urawa Reds. Seinen ersten Vertrag unterschrieb er 2005 bei Urawa Reds. Der Verein spielte in der höchsten Liga des Landes, der J1 League. 2008 wechselte er zum Zweitligisten Shonan Bellmare. Am Ende der Saison 2009 stieg der Verein in die J1 League auf. Am Ende der Saison 2010 stieg der Verein in die J2 League ab. 2012 wurde er mit dem Verein Vizemeister der J2 League und stieg wieder in die J1 League auf. Am Ende der Saison 2013 stieg der Verein wieder in die J2 League ab. Für den Verein absolvierte er 102 Ligaspiele. 2015 wechselte er zum Drittligisten FC Machida Zelvia. 2015 wurde er mit dem Verein Vizemeister der J3 League und stieg in die J2 League auf. Für den Verein absolvierte er 64 Ligaspiele.

## Erfolge
Urawa Reds
- AFC Champions League

Sieger: 2007
- J1 League

Meister: 2006
Vizemeister: 2005, 2007
- Kaiserpokal

Sieger: 2005, 2006